# Zola Matumona
Zola Matumona Pitshou (Kinshasa, 26 november 1981) is een Congolese voetballer. Hij komt op dit moment uit voor RAEC Mons. Matumona is een middenvelder en komt uit voor de nationale ploeg van zijn land. Hij speelde mee op de Afrika Cup 2006, waar Congo na de eerste ronde werd uitgeschakeld.
Naar aanleiding van racistisch opgevatte uitspraken van clubvoorzitter Johan Vermeersch nam Matumona op 1 november 2007 ontslag bij Brussels. Na een gesprek met Vermeersch keerde Matumona echter snel daarna terug bij Brussels. In 2009 verkaste hij naar RAEC Mons.

## Spelerstatistieken
| Seizoen | Club               | Land           | Competitie         | Wed. | Goals |
| ------- | ------------------ | -------------- | ------------------ | ---- | ----- |
| 2005-06 | AS Vita Club       | Congo-Kinshasa | Linafoot           | -    | -     |
| 2006-07 | FC Brussels        | België         | Eerste Klasse      | 22   | 5     |
| 2007-08 | FC Brussels        | België         | Eerste Klasse      | 30   | 2     |
| 2008-09 | FC Brussels        | België         | Exqi League        | 34   | 10    |
| 2009-10 | RAEC Mons          | België         | Exqi League        | 34   | 8     |
| 2010-11 | RAEC Mons          | België         | Exqi League        | 34   | 3     |
| 2011-12 | RAEC Mons          | België         | Jupiler Pro League | 27   | 1     |
| 2012-13 | RAEC Mons          | België         | Jupiler League     | 20   | 5     |
| 2012-13 | Primeiro de Agosto | Angola         | Girabola           | ?    | ?     |
| 2013-14 | Primeiro de Agosto | Angola         | Girabola           | ?    | ?     |
| 2013-14 | RAEC Mons          | België         | Jupiler League     | 1    | 0     |
|         |                    |                | Totaal             | 201  | 34    |